# Rejon chunzachski
Rejon chunzachski (ros. Хунзахский район, aw. Хунзахъ мухъ) – jednostka administracyjna wchodząca w skład Dagestanu w Rosji.
Centrum administracyjnym rejonu jest wieś (ros. село, trb. sieło) Chunzach.

## Geografia
Powierzchnia rejonu wynosi 551,91 km² i znajduje się on w południowo-zachodniej części Dagestanu. Graniczy z siedmioma innymi rejonami wchodzącymi w skład Dagestanu.
Ważniejszą rzeką rejonu jest Tobot. Niektóre odcinki południowej granicy rejonu przebiegają na rzece Awarskoje Kojsu.

## Demografia
W 2021 roku rejon zamieszkiwało 31 199 osób.
Grupy etniczne i narodowości w 2021 roku:
- Awarowie – 29 780 (95,45%)
- Rosjanie – 142 (0,45%)
- inny – 1 277 (4,09%)